# Шпикар, Якуб
Якуб Шпикар (чеш. Jakub Špicar; род. 11 июня 1993, Нимбурк) — чешский гребец на байдарках, трёхкратный бронзовый призёр чемпионатов мира, двукратный призёр чемпионата Европы 2025 года. Участник летних Олимпийских игр 2024 года.

## Карьера
В 2017 году на чемпионате мира, который состоялся в Рачице, Якуб завоевал две бронзовые медали — в байдарках-двойках на 1000 метров и в байдарках-четвёрках на 500 метров.
На чемпионате мира 2021 года в Копенгагене Шпикар завоевал бронзовую медаль в байдарках-четвёрках на дистанции 500 метров.
На летних Олимпийских играх 2024 года в Париже чешский спортсмен впервые в карьере принял старт на Олимпиадах. В байдарках-двойках на дистанции 500 метров стартовал в финале А и в паре с Даниэлем Гавелом занял итоговое 7-е место.
В 2025 году на чемпионате Европы в Рачице в байдарках-двойках и в байдарках-четвёрках на дистанции 500 метров завоевал две серебряные медали.